# 沢木優
沢木 優（さわき ゆう / 1967年5月12日 -）は、日本のドラマー、行政書士
本名：樺島 誠二（かばしま せいじ）
福岡県大牟田市生まれ。埼玉県坂戸市出身。埼玉県立坂戸高等学校卒業。
LINX / 元THE POWERNUDE のドラマー。
パール楽器製造（Pearl Drums） /  Vic Firth（ヴィック・ファース）のモニターアーティスト。
かばしま行政書士事務所・代表行政書士

## 来歴
- 森川之雄（ANTHEM）率いるHEAVY ROCK'N'ROLL BAND
『THE POWERNUDE』のメンバーとして、1994年の結成時より2014年まで在籍。
※2004〜2005年は脱退のため不在
2009年までにリリースされたメジャー・インディ通算11枚の作品全てでプレイ。
- 2001年 パール楽器製造（Pearl Drums）のモニターアーティストとなる。
- 2003年 大橋りえ（avex）のユニット『The Queenbee Lovers』にサポート・ドラマーとして参加。
- 2004年 THE POWERNUDEのベストアルバム『THE BEST OF THE POWERNUDE』がVictor Entertainmentよりリリースされる。
- 2005年 PS2ソフト戦神（元気株式会社）のOPテーマ「戦神」（演奏:『都音』）のレコーディングに参加。
- 2006年 俳優 藤田玲率いる『DUSTZ』にサポート・ドラマーとして参加。
- 2006年 『THE POWERNUDE』のメンバーとしてバンドに復帰。
- 2007年 Cyta.jp運営のドラムスクール『どらむスク〜ル☆革命！』にて、ドラム講師としての活動もスタート。
- 2008年 THE POWERNUDE、通算10枚目の作品となるアルバム『Extreme Carnival』をリリース。
- 2008年 韓国ソウル（LiveClub SSAM）にて、THE POWERNUDEとして初の海外公演を敢行。
- 2009年 THE POWERNUDE、通算11枚目の作品となるアルバム『PRIMAL†SCREAMER』をリリース。
- 2010年 CLUB CITTA'にて行われた、ANTHEM-25th Anniversary「プロローグ 3」〜THE LINKAGE〜に出演。
- 2010年 Hybrid Rock Band『LINX』に加入。
- 2011年 LINX、1st Single『Lean On You』をリリース。
- 2012年 LINX、2nd Single『Voice』をリリース。
- 2013年 LINX、3rd Single『Shining Star』をリリース。
- 2014年 THE POWERNUDEから脱退。
- 2014年 LINX、4th Single『Guardian Angel』をリリース。
- 2016年 KENZI ＆THE TRIPS TOUR【アキラメナイ歌Ⅱ】2016、横浜・千葉の2公演でサポート・ドラマーを務める。
- 2016年 LINX、初の全国発売盤となる1st Mini Album 『Shake It Now』を、HEAVENLY SOUL RECORDS / K&A CO.,LTD.よりリリースする。
- 2019年 LINX、2nd Mini Album 『Treasure Box』を、HEAVENLY SOUL RECORDS / disk unionよりリリースする。
- 2021年 LINX、Double A-side Digital Single 『I Wanna / One Last Chance』を、HEAVENLY SOUL RECORDSより配信リリースする。
- 2023年 LINX、Digital Single 『Time Is Slippin' Away』を、HEAVENLY SOUL RECORDSより配信リリースする。
- 2023年 CLUB CITTA'にて行われた、森川之雄 生誕60年記念SPECIAL LIVE『VOICE OF GOLD』に出演。
- 2024年 New Yorkブロードウェイミュージカル『RENT』のオリジナルキャストであるアンソニー・ラップのミュージカル『WITHOUT YOU』来日公演、計15公演でドラマーを務める。
- 2024年 行政書士試験に合格し、かばしま行政書士事務所を開業。

## 主な使用機材
- Pearl Reference Series
- Snare Drum / Pearl SensiTone Beaded Black-Nickel Brass、Pearl SensiTone Elite Aluminum
- Pedal / Pearl Eliminator Demon Drive Double Pedal
- Stick / Vic Firth American Classic 5B
- Head / REMO

## ディスコグラフィー
- THE POWERNUDE

ENERGY BOOSTER(1997年)
POWERBOMB(1997年)
Oi！ Oi！ Oi！(1998年)
《4P》(1999年)
CHARGE(2001年)
MISSION:SMASH(2002年 / ベルウッド・レコード)
ROCK'N'ROLL RIDE(2002年 / ベルウッド・レコード)
ELECTRIC SOUL 〜電撃魂〜(2003年 / ベルウッド・レコード)
THE BEST OF THE POWERNUDE(2004年 / Victor Entertainment)
THE STORY OF BEASTS(2007年)※DVD
Extreme Carnival(2008年)
PRIMAL†SCREAMER(2009年)
THE STORY OF BEASTS Vol.2(2010年)※DVD
THE STORY OF BEASTS Vol.3(2011年)※DVD
- LINX

Lean On You(2011年)
Voice(2012年)
Shining Star(2013年)
Guardian Angel(2014年)
Shake It Now(2016年)
Treasure Box(2019年)
I Wanna / One Last Chance(2021年)
Time Is Slippin' Away(2023年)
- SUCKER×PUNCH

Rollick(2005年)
- その他

玲瓏 〜reirou / 都音(2005年)
戦神 / Genki株式会社(2005年)